# Asian Kung-Fu Generation
Asian Kung-Fu Generation (アジアン・カンフー・ジェネレーション Ajian Kanfū Jenerēshon?), estilizado a veces como AKFG (Español: La "Generación Asíatica del Kung-fu") es una banda japonesa del Rock alternativo formada en el año 1996 en Yokohama y actualmente bajo el sello discográfico Ki/oon Records, una subsidiaria de Sony Music Entertainment Japan.

## Historia
La banda se formó en 1996 por Masafumi Gotō (後藤 正文?), Kensuke Kita (喜多 建介?) y Takahiro Yamada (山田 貴洋?), los cuales se conocieron en la universidad. Un poco más tarde Ijichi Kiyoshi (伊地 知潔?) se uniría a la banda. Lanzaron su primer EP de género indie en el año 2000, compuesto por seis canciones cover en inglés. Al año siguiente, la banda trató de hacer su primer sencillo japonés, Kona Yuki (粉雪?), el cual presentaron en un programa de radio en vivo dedicado al género indie. En ese mismo año, la banda lanzó su segundo CD indie con canciones en japonés. Luego, en 2002, la banda lanzaría su primer miniálbum Hōkai Amplifer (崩壊アンプリファー?), el cual recibió excelentes críticas, e incluso llegó hasta el número 35 en ventas de Japón según la empresa Oricon.
En 2003, la banda publicaría sus sencillos Mirai no Kakera (未来の破片?) y Kimi to Iu Hana (君という花?), los cuales aumentaron vertiginosamente su fama. Su primer álbum completo, Kimi Tsunagi Five M (君繋ファイブエム Kimi Tsunagi Faibu Emu?), vendió alrededor de 25 000 copias y llegó al número 5 en ventas la primera semana según Oricon.
En 2004, la banda ganaría el premio a Mejor Artista Nuevo,[cita requerida] y su vídeo Kimi to Iu Hana también ganaría el premio a Mejor Vídeo Musical. Ese mismo año, la banda saca cuatro singles más: Siren (サイレン Sairen?), Loop & Loop (ループ＆ループ Rūpu ando Rūpu?), Rewrite (リライト Riraito?), y Kimi no Machi Made (君の街まで?). Así mismo, la banda también publica ese mismo año su segundo álbum completo, Sol-fa (ソルファ Sorufa?), el cual vendió más de 600.000 copias y permaneció dos semanas seguidas como número uno en ventas según Oricon.
Más tarde, en 2005, la banda lanza su primer DVD, el cual podía adquirirse en su gira Re:Re:. También publicarían NANO-MUGEN FES. 2005, donde tocan ocho diferentes bandas. Más tarde ese mismo año, la banda saca otro sencillo más, Blue Train (ブルートレイン Burū Torain?), y terminando el año, en invierno, harían una pequeña gira.
En 2006 la banda lanzaría otro álbum más, Fan Club (ファンクラブ Fan Kurabu?), y una compilación llamada Feedback File. Fan Club quedaría como número 5 en ventas por casi dos meses, según Oricon, mientras que Feedback File quedaría como número 2. En julio, la banda lanza su segunda secuela del NANO-MUGEN FES. conocida como NANO-MUGEN FES. 2 en el cual tocan 12 diferentes artistas. Más tarde, salen a la venta dos sencillos más: World Apart (ワールドアパート Wārudo Apāto?) y Aru Machi no Gunjō (或る街の群青?).
Asian Kung-Fu Generation interpreta el segundo opening del anime de Naruto "Haruka Kanata", también el último opening de la galardonada serie Full Metal Alchemist llamado "Rewrite", así como el séptimo opening de la popular serie de anime Bleach, sencillo titulado "After Dark".
En el año 2012 el grupo compuso su nuevo sencillo para la película que se realizó en Japón Naruto Road to Ninja the movie. En el año 2016 la banda interpretó el opening del anime Boku dake ga Inai Machi llamado "Re:Re", así como también el decimonoveno opening de Naruto Shippuden llamado "Blood Circulator".
El vocalista Masafumi lanzó su propio sello discográfico llamado "Only in Dreams", para la cual produjo algunas canciones para promocionar su sello discográfico, en este año lanzó la canción "The Long Goodbye" bajo su apodo "Gotch".
El 29 de marzo de 2017 se lanzará, además del sencillo Kouya wo Aruke, un álbum tributo que recopilará distintos covers de canciones populares de la banda, como "Kimi to Iu Hana" interpretada por KANA-BOON.
En el año 2019 la banda realiza el opening del anime Dororo (anime de 2019), titulado también "Dororo".

## Integrantes
Goto Masafumi
- Nació: 2 de diciembre de 1976.
- Lugar de Nacimiento: Ciudad Fujieda, Prefectura de Shizuoka.
- Vocalista y guitarrista.
- Apodos: Gocchi, Zukku, Gotch.
- Masafumi escribe la mayoría de las letras de AKFG y coescribe el resto con la banda.
- Escribió para New Order la versión en japonés de su canción titulada Krafty, en el 2005.
- Se graduó de la Universidad de Kanto con grado en economía.

Kita Kensuke
- Nació: 24 de enero de 1977.
- Lugar de Nacimiento: Prefectura de Kanagawa.
- Guitarrista líder y vocalista de fondo.
- Apodos: Ken-chan y Kensui.
- Se ha graduado de la Universidad de Kantō con grado en economía.

Yamada Takahiro
- Nació: 19 de agosto de 1977.
- Lugar de Nacimiento: Prefectura de Shizuoka.
- Bajista y vocalista de fondo.
- Apodo: Yama-chan.
- Se graduó de la Universidad de Kantō con grado en literatura.

Ijichi Kiyoshi
- Nació: 25 de septiembre de 1977.
- Lugar de Nacimiento: Prefectura de Kanagawa.
- Baterista.
- Apodo: Kiyoshi.
- Se graduó de la Universidad de Kantō con grado en ingeniería.

## Discografía

### Álbumes de estudio
| Orden | Lanzamiento              | Título                                           | Posición | Ventas          |
| ----- | ------------------------ | ------------------------------------------------ | -------- | --------------- |
| 1°    | 19 de noviembre de 2003  | Kimi Tsunagi Five M (君繋ファイブエム)           | 5        | 346 205 copias  |
| 2°    | 20 de octubre de 2004    | Sol-Fa (ソルファ)                                | 1        | 600 000+ copias |
| 3°    | 15 de marzo de 2006      | Fan Club (ファンクラブ)                          | 3        | 253 137 copias  |
| 4°    | 5 de marzo de 2008       | World World World (ワールド ワールド ワールド)   | 1        | 163 470 copias  |
| 5°    | 5 de noviembre de 2008   | Surf Bungaku Kamakura (サーフ ブンガク カマクラ) | 2        | 100 000+        |
| 6°    | 23 de junio de 2010      | Magic Disk (マジックディスク)                    | 2        | 116 901 copias  |
| 7°    | 12 de septiembre de 2012 | Landmark (ランドマーク)                          | 4        | 83 789 copias   |
| 8°    | 27 de mayo de 2015       | Wonder Future                                    | 4        | 36 598 copias   |

### Mejores álbumes
| Orden | Lanzamiento           | Título                                     | Posición | Ventas         |
| ----- | --------------------- | ------------------------------------------ | -------- | -------------- |
| 1°    | 25 de octubre de 2006 | Feedback File (フィードバックファイル)     | 3        | 139 709 copias |
| 2°    | 18 de enero de 2012   | BEST HIT AKG                               | 1        | 172 858 copias |
| 3°    | 26 de febrero de 2014 | Feedback File 2 (フィードバックファイル 2) | 6        | 33 180 copias  |

### Álbumes en vivo
| Orden | Lanzamiento              | Título                                                                             | Posición | Ventas        |
| ----- | ------------------------ | ---------------------------------------------------------------------------------- | -------- | ------------- |
| 1.°   | 11 de septiembre de 2013 | The Recording ~ASIAN KUNG-FU GENERATION~ at NHK CR-509 Studio (ザ・レコーディング) | #9       | 10 000 copias |

### EPs
| Orden | Lanzamiento                        | Título                                                                | Posición | Ventas  |
| ----- | ---------------------------------- | --------------------------------------------------------------------- | -------- | ------- |
| 1.°   | Año 2000, desconocida fecha exacta | Nito wo Oumono, Itto wo mo Ezu (二兎を追うもの、一兎をも得ず) (indie) | N/A      | N/A     |
| 2.°   | Año 2000, desconocida fecha exacta | THE TIME PAST AND I COULDN'T SEE YOU AGAIN (indie)                    | N/A      | N/A     |
| 3.°   | 30 de noviembre de 2001            | I'm standing here (indie)                                             | N/A      | N/A     |
| 4.°   | 23 de abril de 2003                | Houkai Amplifer (崩壊アンプリファー)                                  | 45       | 214 949 |
| 5.°   | 11 de junio de 2008                | Madaminu Ashita ni (未だ見ぬ明日に)                                   | 2        | N/A     |

### Sencillos
|       | Lanzamiento              | Título | Posición | Ventas          |
| ----- | ------------------------ | --- | -------- | --------------- |
| 1.°   | 6 de agosto de 2003      | Mirai no Kakera (未来の破片) 1. "Mirai no Kakera" (未来の破片) 2. "Entrance" (エントランス) 3. "Sono Wake Wo" (その訳を)                                        | #34      | 30 109 copias   |
| 2.°   | 16 de octubre de 2003    | Kimi to Iu Hana (君という花) 1. "Kimi to Iu Hana" (君という花) 2. "Rocket No.4" (ロケットNo.4)                                                                  | #14      | 43 124 copias   |
| 3.°   | 14 de abril de 2004      | Siren (サイレン) 1. "Siren" (サイレン) 2. "Siren#2" (サイレン#)                                                                                                 | #2       | 68 911 copias   |
| 4.°   | 19 de mayo de 2004       | Loop & Loop (ループ&ループ) 1. "Loop & Loop" (ループ&ループ) 2. "Entrance (LIVE)" (エントランス) 3. "Rashinban (LIVE)" (羅針盤)                                 | #8       | 88 976 copias   |
| 5.°   | 4 de agosto de 2004      | Rewrite (リライト) 1. "Rewrite" (リライト) 2. "Yugure no Aka" (夕暮れの紅)                                                                                      | #4       | 138 709 copias  |
| 6.°   | 23 de septiembre de 2004 | Kimi no Machi Made (君の街まで) 1. "Kimi no Machi Made" (君の街まで) 2. "Hold me tight"                                                                         | #3       | 68 226 copias   |
| 7.°   | 30 de noviembre de 2005  | Blue Train (ブルートレイン) 1. "Blue Train" (ブルートレイン) 2. "Road Movie" (ロードムービー) 3. "Tobenai Sakana" (飛べない魚) 4. "Gekkou" (月光)               | #5       | 100 000+ copias |
| 8.°   | 15 de febrero de 2006    | World Apart (ワールドアパート) 1. "World Apart" (ワールドアパート) 2. "Eien ni" (永遠に) 3. "Uso to Wonderland" (嘘とワンダーランド)                            | #1       | 73 025 copias   |
| 9.°   | 29 de noviembre de 2006  | Aru Machi no Gunjou (或る街の群青) 1. "Aru Machi no Gunjou" (或る街の群青) 2. "Kugenama Surf" (鵠沼サーフ)                                                      | #4       | 63 951 copias   |
| 10.°  | 7 de noviembre de 2007   | After Dark (アフターダーク) 1. "After Dark" (アフターダーク) 2. "Yuigahama Kaito" (由比ヶ浜カイト)                                                              | #6       | N/A             |
| 11.°  | 6 de febrero de 2008     | Korogaru Iwa, Kimi ni Asa ga Furu (転がる岩、君に朝が降る) 1. "Korogaru Iwa, Kimi ni Asa ga Furu" (転がる岩、君に朝が降る) 2. "Enoshima Escar" (江ノ島エスカー) | #6       | 43 891 copias   |
| 12.°  | 15 de octubre de 2008    | Fujisawa Loser (藤沢ルーザー) 1. "Fujisawa Loser" (藤沢ルーザー) 2. "Hello Hello"                                                                               | #6       | N/A             |
| 13.°  | 2 de diciembre de 2009   | Shinseiki no Love Song (新世紀のラブソング) 1. "Shinseiki no Love Song" (新世紀のラブソング) 2. "Shiro ni Somero" (白に染めろ)                                  | #4       | 31 378 copias   |
| 14.°  | 31 de marzo de 2010      | Solanin (ソラニン) 1. "Solanin" (ソラニン) 2. "Mustang (mix for Meiko)" (ムスタング (mix for 芽衣子))                                                           | #3       | 64 872 copias   |
| 15.°  | 26 de mayo de 2010       | Maigo Inu to Ame no Beat (迷子犬と雨のビート) 1. "Maigo Inu to Ame no Beat" (迷子犬と雨のビート) 2. "Ameagari no Kibou" (雨上がりの希望)                        | #8       | 25 226 copias   |
| 16.°  | 30 de noviembre de 2011  | Marching Band (マーチングバンド) 1. "Marching Band" (マーチングバンド) 2. "N2" 3. "Old School" (オールドスクール)                                               | #9       | 21 516 copias   |
| 17.°  | 11 de abril de 2012      | Kakato de Ai wo Uchinarase (踵で愛を打ちならせ) 1. "Kakato de Ai wo Uchinarase" (踵で愛を打ちならせ) 2. "Reload Reload" (リロードリロード)                      | #8       | 16 672 copias   |
| 18.°  | 25 de julio de 2012      | Soredewa, Mata Ashita (それでは、また明日) 1. "Soredewa, Mata Ashita" (それでは、また明日) 2. "Reizouko no Roku Demonai Joke" (冷蔵庫のろくでもないジョーク)    | #11      | 21 463 copias   |
| 19.°  | 20 de febrero de 2013    | Ima wo Ikite (今を生きて) 1. "Ima wo Ikite" (今を生きて) 2. "Kemono no Kemono" (ケモノノケモノ)                                                                 | #10      | 16 071 copias   |
| 20.°  | 18 de marzo de 2015      | Easter (復活祭) 1. "Easter" (復活祭) 2. "Parallel World" (パラレルワールド) 3. "Seaside Sleeping" (シーサイドスリーピング)                                      | #8       | N/A             |
| 21. ° | 16 de enero de 2016      | Right Now 1. "Right Now" 2. "Eien no Youkou (LIVE)" (永遠の陽光) 3. "Shinkokyuu (LIVE)" (深呼吸) 4. "Wonder Future (LIVE)" (ワンダーフューチャー)               | N/A      | 9 199 copias    |
| 22. ° | 16 de marzo de 2016      | Re:Re: 1. "Re:Re:" 2. "Time Traveler" (タイムトラベラー) | #9       | 16 341 copias   |
| 23. ° | 13 de julio de 2016      | Blood Circulator (ブラッドサーキュレーター) 1. "Blood Circulator" (ブラッドサーキュレーター) 2. "Hakkei" (八景)                                                 | #13      | 7 703 copias    |
| 24. ° | 29 de marzo de 2017      | Kouya wo Aruke (荒野を歩け) 1. "Kouya wo Aruke" (荒野を歩け) 2. "Omatsuri no Ato" (お祭りのあと)                                                                | TBA      | TBA             |

### Álbumes tributo
| Orden | Lanzamiento         | Título | Posición | Ventas |
| ----- | ------------------- | --- | -------- | ------ |
| 1.°   | 29 de marzo de 2017 | AKG TRIBUTE 1. "Solanin" (ソラニン) por yonige 2. "Mirai no Kakera" (未来の破片) por 04 Limited Sazabys 3. "Re:Re:" por Jin 4. "Natsu no Hi, Zanzou" (夏の日、残像) por amazarashi 5. "Rewrite" (リライト) por Creepy Nuts 6. "Maigo Inu to Ame no Beat" (迷子犬と雨のビート) por Scenarioart 7. "Blackout" (ブラックアウト) por LILI LIMIT 8. "N.G.S." por Yoru no Honki Dance 9. "Understand" (アンダースタンド) por BLUE ENCOUNT 10. "Mustang" (ムスタング) por regallily 11. "Kimi no Machi Made" (君の街まで) por never young beach 12. "Kakato de Ai wo Uchinarase" (踵で愛を打ち鳴らせ) por the chef cooks me 13. "Kimi to Iu Hana" (君という花) por KANA-BOON | TBA      | TBA    |

### DVD
- Eizo Sakushin Shu Vol. 1 (26 de noviembre de 2004)
- Eizo Sakushin Shu Vol. 2 (20 de abril de 2005)
- Eizo Sakushin Shu Vol. 3 (20 de marzo de 2007)
- Feedback File Disc 2 (DVD) (25 de octubre de 2006)
- Eizo Sakushin Shu Vol. 4 (26 de marzo de 2008)
- Eizo Sakushin Shu Vol. 5 (25 de marzo de 2009)
- Eizo Sakushin Shu Vol. 6 (20 de febrero de 2010) (También en BD)
- Eizo Sakushin Shu Vol. 7 (19 de enero de 2011)
- Eizo Sakushin Shu Vol. 8 (13 de marzo de 2013)

### Misceláneos
- ASIAN KUNG-FU GENERATION presents NANO-MUGEN COMPILATION (8 de junio de 2005)
  1. "BURN BABY BURN" ASH
  2. "Blackout" Asian Kung-fu Generation
  3. "I LOVE YOU 'CAUSE I HAVE TO" DOGS DIE IN HOT CARS
  4. "Bored Of Everything" Ellegarden
  5. "Tongue Tied" FARRAH
  6. "SUGAR BOMB BABY" INDUSTRIAL SALT
  7. "Rock to Honey" SPARTA LOCALS
  8. "WHITE ROOM BLACK STAR [Stout Version]" Straightener

- ASIAN KUNG-FU GENERATION presents NANO-MUGEN COMPILATION 2006 (5 de julio de 2006)
  1. "Jūni Shinhō no Yūkei" Asian Kung-fu Generation
  2. "ANOTHER TIME/ANOTHER STORY" BEAT CRUSADERS
  3. "Ren'ai Spirits" Chatmonchy
  4. "Change" DREAM STATE
  5. "Stereoman" ELLEGARDEN
  6. "Dirty na Sekai (Put your head)" 髭 (HiGE)
  7. "Have you ever seen the stars? (shooting star ver.)" MO'SOME TONEBENDER
  8. "Getting By" The Rentals
  9. "Bubblegum" SILVER SUN
  10. "The Nowarist" Straightener
  11. "I Am For You" WAKING ASHLAND
  12. "Wake Up, Make Up, Bring It Up, Shake Up" THE YOUNG PUNX!

- ASIAN KUNG-FU GENERETION presents NANO-MUGEN COMPILATION 2008(9 de julio de 2008)
  1. "Natsusemi" Asian Kung-fu Generation
  2. "Sayonara 90's" Analog Fish
  3. "Ato 10 Byou de" ART-School
  4. "You Can't Have It All" Ash
  5. "Mr. Feather" Ellegarden
  6. "All time lows" Hellogoodbey
  7. "Do The Panic" Phantom Planet
  8. "Across The Sky" Space Cowboy
  9. "Laurentech" Special Others
  10. "My Friends" Stereophonics
  11. "Alibi" Straightener
  12. "Semi-charmend life" Third Eye Blind
  13. "Parachute" Shugo Tokuma
  14. "MASHitUp" The Young Punx!
  15. "RIWO" 8otto
  16. "Punishment" 9mm Parabellum

- ASIAN KUNG-FU GENERATION presents NANO-MUGEN COMPILATION 2012 (6 de junio de 2012)
  1. "Yoru wo Koete" Asian Kung-fu Generation
  2. "Furanjin Gusan" Bloodthirsty Butchers
  3. "Alterna Girlfriend" Chara
  4. "Pascal & Electus" The Chef Cooks me
  5. "Yes or No or Love" Chatmonchy
  6. "We Rolled Again" The Cigavettes
  7. "LOST HOPE" Dr. DOWNER
  8. "Turbo Town" 80KIDZ
  9. "IDAHO" FEEDER
  10. "Someone's Gonna Break Your Heart" FOUNTAINS OF WAYNE
  11. "Asa ga Kurumae ni" Motohiro Hata

### Videoclips
- Haruka Kanata
- Mirai no Kakera
- Kimi To Iu Hana
- Siren
- Siren # (No transmitido vía TV, solo en DVD, Eizo Sakushin Shu Vol. 1)
- Loop & Loop
- Rewrite
- Kimi no Machi Made
- Blackout
- Blue Train
- World Apart
- Juuni Shinho no Yuukei
- Kaiga Kyoushitsu
- Aru Machi no Gunjō
- After Dark
- Korugawa Iwa Kimi ni Asa ga Furu
- Atarashii Sekai
- Mustang
- Natsusemi
- Fujisawa Loser
- Yoru no Call
- Shinseiki No Love Song
- Solanin
- Maigoinu to Ame no Beat
- Magic Disk
- All Right Part 2
- Marching Band
- Kakato de Ai wo Uchinarase
- Yoru wo Koete
- Sore dewa, Mata Ashita
- Bicycle Race
- Ima wo Ikite
- Loser
- Rolling Stone
- Standard
- Easter
- Planet of the Apes
- Opera Glasses
- Right now
- Re:Re: ver. 2016
- Blood Circulator
- Rewrite ver. 2016
- Kouya wo Aruke
- The Survivor's March
- Boys & Girls
- Hometown
- Haikyo no Kioku
- Dororo
- Liberation Zone
- Sleep
- I want to touch I want to confirm
- Dialogue
- Empathy
- Flowers
- You to You
- De Arriba